# Luis Arrieta (futbolista)
Luis Eduardo Arrieta (n 8 de marzo de 1914  en Concordia, Entre Ríos - f. el 9 de julio de 1972, en Argentina) fue un futbolista argentino, que jugaba como delantero. Se destacó entre los años 1939 y 1944, jugando para el Club Atlético Lanús. En ese período convirtió 120 goles, cifra que lo consagró entonces como el máximo goleador de la historia granate, hasta ser superado por José Sand en el año 2019.

## Trayectoria

### Inicios en Libertad de Concordia
Antes de llegar al fútbol de primera división, Arrieta se destacó en el club Libertad de su ciudad natal, donde jugó junto a sus hermanos. Su talento como delantero llamó la atención de clubes más grandes, lo que eventualmente lo llevó a dar el salto al profesionalismo.

### Club Atlético Lanús (1939-1944)
En 1939, Luis Arrieta llegó al Club Atlético Lanús a los 25 años, inicialmente a préstamo con opción de compra desde Libertad de Concordia. A pesar de que su incorporación no generó grandes expectativas al principio, su impacto fue inmediato. En su temporada debut, marcó 31 goles en 32 partidos, consolidándose como una figura clave y ganándose rápidamente el cariño de la hinchada granate.
Durante los seis años que permaneció en Lanús, Arrieta disputó 161 partidos y anotó 120 goles, una marca que lo convirtió en el máximo goleador histórico del club en ese momento, récord que mantuvo por 75 años hasta ser superado por José Sand en 2019. Su capacidad goleadora lo llevó a ser el máximo artillero del campeonato argentino de 1943, con 23 goles, compartiendo el título con Ángel Labruna de River Plate y Raúl Frutos de Platense.En 1943 también gana con Lanús la Copa Competencia, un título de caracter amistoso.
Entre sus actuaciones más memorables se encuentran partidos en los que marcó tres o más goles. Destacan especialmente dos encuentros en los que anotó cinco tantos: uno en 1939 contra Ferro Carril Oeste (victoria 9-1) y otro en 1940 frente a Estudiantes de La Plata (triunfo 8-3). Además, en 1943, fue el autor de los tres goles en una victoria histórica de Lanús por 3-0 sobre River Plate en el Estadio Monumental, un resultado que quedó grabado en la memoria de los hinchas granates.

### Sus víctimas preferidas
En la máxima categoría del fútbol argentino, Arrieta le convirtió goles a 18 equipos diferentes. Pero, entre sus víctimas preferidas estuvieron Ferro Carril Oeste y San Lorenzo, a los que les anotó en 13 oportunidades a cada uno; Estudiantes de La Plata, ya que les dejó su firma en 11 ocasiones; y Huracán, víctima del concordiense en diez oportunidades. 
Físicamente, Arrieta era descrito como un hombre alto, de cintura ancha, piernas largas y pies abiertos, características que, combinadas con su habilidad y olfato goleador, lo hacían un delantero temido por las defensas rivales. Su estilo de juego se adaptaba a un Lanús que priorizaba el ataque, aunque a veces descuidaba la defensa.
es considerado una leyenda del Club Atlético Lanús y uno de los delanteros más destacados de su generación en el fútbol argentino. Su promedio goleador (0,88 goles por partido en Lanús) y sus actuaciones en encuentros clave lo posicionaron como un ídolo para los hinchas granates. Además de sus logros deportivos, era conocido por su personalidad afable y su cercanía con la comunidad de Lanús, donde vivió como vecino durante su etapa en el club.

### Homenaje
Arrieta falleció en 1972, En 2011, casi cuatro décadas después de su fallecimiento, Lanús le dedicó un homenajecque resaltó su contribución al club y su impacto en la historia del fútbol argentino con la presencia de su hija. Aunque su récord como máximo goleador fue superado en la era moderna, su nombre sigue siendo sinónimo de una época dorada para la institución.

### Ferrocarril Oeste (1944)
En 1944 tras no llegar a un acuerdo en lo económico con Lanús, sería transferido a Ferro Carril Oeste ,cuando ya tenía treinta años, jugó 9 partidos, marcó 4 goles y se retiró del fútbol. Un año después volvió a Lanús como entrenador de la reserva y para colaborar en la subcomisión de fútbol.

### Selección Argentina
Gracias a su rendimiento en Lanús, Arrieta fue convocado para integrar la Selección Argentina, ya en 1939 para disputar la Copa Rosa Chevallier Boutell, y en 1940 para la Copa Roca. disputó nueve partidos y marcó 6 goles.  En 1941 ganó la Copa America.
A continuación sus 9 partidos con la selección Argentina.
14 de agosto de 1939 | Paraguay 2 - Argentina 2 - Copa Rosa Chevallier
17 de febrero de 1940 | Brasil 2 - Argentina 2 | Copa Julio Roca
8 de marzo de 1940 | Argentina 3 - Chile 2 | Copa Pte. de Chile
4 de junio de 1941 | Chile 1 - Argentina 2 | Copa Pte. de Argentina
8 de junio de 1941 | Chile 2 - Argentina 5 | Copa Pte. de Argentina
18 de junio de 1941 | Perú 1 - Argentina 1 | Copa Saénz Peña
25 de junio de 1941 | Perú 1 - Argentina 1 | Copa Saénz Peña
28 de junio de 1941 | Perú 0 - Argentina 3 | Copa Saénz Peña
3 de marzo de 1941 | Chile 0 - Argentina 1 | Copa América

## Clubes
| Equipo                  | Temporadas |
| ----------------------- | ---------- |
| Libertad de Concordia   | S/D-1939   |
| Club Atlético Lanús     | 1939-1944  |
| Club Ferro Carril Oeste | 1944-1945  |

## Estadísticas

### Goles por Año[8]
| Club                | Año  | Goles |
| ------------------- | ---- | ----- |
| Club Atlético Lanús | 1939 | 31    |
| Club Atlético Lanús | 1940 | 26    |
| Club Atlético Lanús | 1941 | 15    |
| Club Atlético Lanús | 1942 | 14    |
| Club Atlético Lanús | 1943 | 23    |
| Club Atlético Lanús | 1944 | 10    |
| Ferro Carril Oeste  | 1945 | 4     |

### Goles en Selección Argentina[12]
| Año  | Gol | Rival    | Competencia            |
| ---- | --- | -------- | ---------------------- |
| 1939 | 1   | Paraguay | Copa Rosa Cheva        |
| 1940 | 3   | Chile    | Copa Pte. de Chile     |
| 1941 | 3   | Chile    | Copa Pte. De Argentina |

## Palmarés
| Título           | Equipo              | País      | Año  |
| ---------------- | ------------------- | --------- | ---- |
| Copa América     | Selección argentina | Argentina | 1941 |
| Copa Competencia | C.A. Lanús          | Argentina | 1943 |

### Distinciones individuales
| Distinción                                  | Año  |
| ------------------------------------------- | ---- |
| Máximo goleador de la Primera División (23) | 1943 |